# Lago di Santa Croce
Het Lago di Santa Croce is een meer in Italië nabij Alpago en Ponte nelle Alpi in Veneto. Het heeft een oppervlakte van 7,8 km². Het meer was van nature kleiner, maar is groter geworden als gevolg van de bouw van een dam in de jaren 30. Vanwege de locatie met veel wind is het meer een populaire locatie voor zeilen, kitesurfen en andere watersporten. Langs de westoever van het meer loopt de Strada Statale 51, met daarnaast de Autostrada A27.